# Rotura de la presa de Orsk
La rotura de la presa de Orsk es un evento motivado por las inundaciones en Asia Central que provocó la rotura de la presa de la localidad de Orsk, en la óblast de Oremburgo (Rusia), lo que se tradujo en la anegación de grandes áreas de la ciudad y la necesidad de evacuar a los casi 11 000 habitantes de la misma.
Al menos seis trabajadores de la presa resultaron heridos en el momento de la rotura, además de calcularse unos daños de 1,2 millardos de rublos (cerca de 12 millones de euros) únicamente lo referido a la reparación de la presa.

## Contexto
La presa de Orsk fyue construida en 2010 para soportar un nivel de agua de 5,5 metros. En el momento de su rotura, las lluvias torrenciales en el área, sumadas al ya crecido nivel del río Ural por el deshielo de la nieve, hicieron que el Ural alcanzase una altura registrada de 9,6 metros.

## Evolución de los acontecimientos
La inundación por la crecida del río Ural causada por el deshielo de la nieve afectó en gran medida a la mitad norte de Kazajistán, al otro lado de la frontera, la ciudad de Orsk fue de las primeras poblaciones rusas en verse afectadas. En la noche del 5 de abril de 2024, la enorme cantidad de agua que llegaba acabó provocando al rotura de la presa. Rápidamente se empezaron a inundar áreas de la localidad.
Entre el 5 y el 8 de abril, el alto nivel del río provocó la rotura de otras dos presas más pequeñas, lo que hizo que el 8 de abril se registrase el nivel más alto del Ural registrado en Rusia: 9,75 metros. A esto se sumó el desbordamiento de uno de los afluentes del Ural, el río Elshanka, que inundó la población que serpenteaba, Gay.
Según la agencia gubernamental TASS, se procedería a la evacuación de los 11 000 habitantes de Orsk, aunque para el 8 de abril sólo se habían evacuado entre 2 000 y 4 500 personas en toda la óblast, aunque sí se habían cancelado las clases en Orsk (6 de abril) y en Gay (8 de abril). El 8 de abril de 2024, más de un centenar de residentes de Orsk acudieron a una manifestación frente al edificio de la administración local. A algunos de ellos se les permitió ir a la oficina del alcalde para reunirse con el gobernador de la región de Oremburgo, Denis Pasler. Se prohibió la circulación de vehículos de motor en las áreas afectadas de la óblast de Oremburgo. En la tarde del 8 de abril, se reportó que Novotroitsk también se estaba viendo afectada por la inundación relativa a la rotura de la presa.
El 9 de abril, el alcalde de la ciudad de Orsk, Vasili Kozupitsa, dijo que lo peor de la inundación había pasado y que el agua comenzaba a retroceder. Sin embargo, el 13 de abril, las autoridades volvieron a declarar que el nivel del agua en Oremburgo había alcanzado un nuevo pico
El 14 de abril de 2024, el nivel del agua en el río Ural cerca de Oremburgo, la capital regional, alcanzó un pico de 11,87 metros, superando el récord de las inundaciones de 1942. En la capital, más de 6 000 edificios de viviendas se abnegaron y algunas instalaciones médicas dejaron de funcionar. Los vecinos construyeron presas improvisadas para proteger zonas aún no abnegadas.
Se declaró el estado de emergencia de importancia federal en la región. Hay informes en los medios de comunicación sobre saqueos en las zonas inundadas. También hay escasez de agua potable en los estantes de las tiendas y un fuerte aumento en los precios de los productos de primera necesidad.